# Banco de la Plata y la Navidad

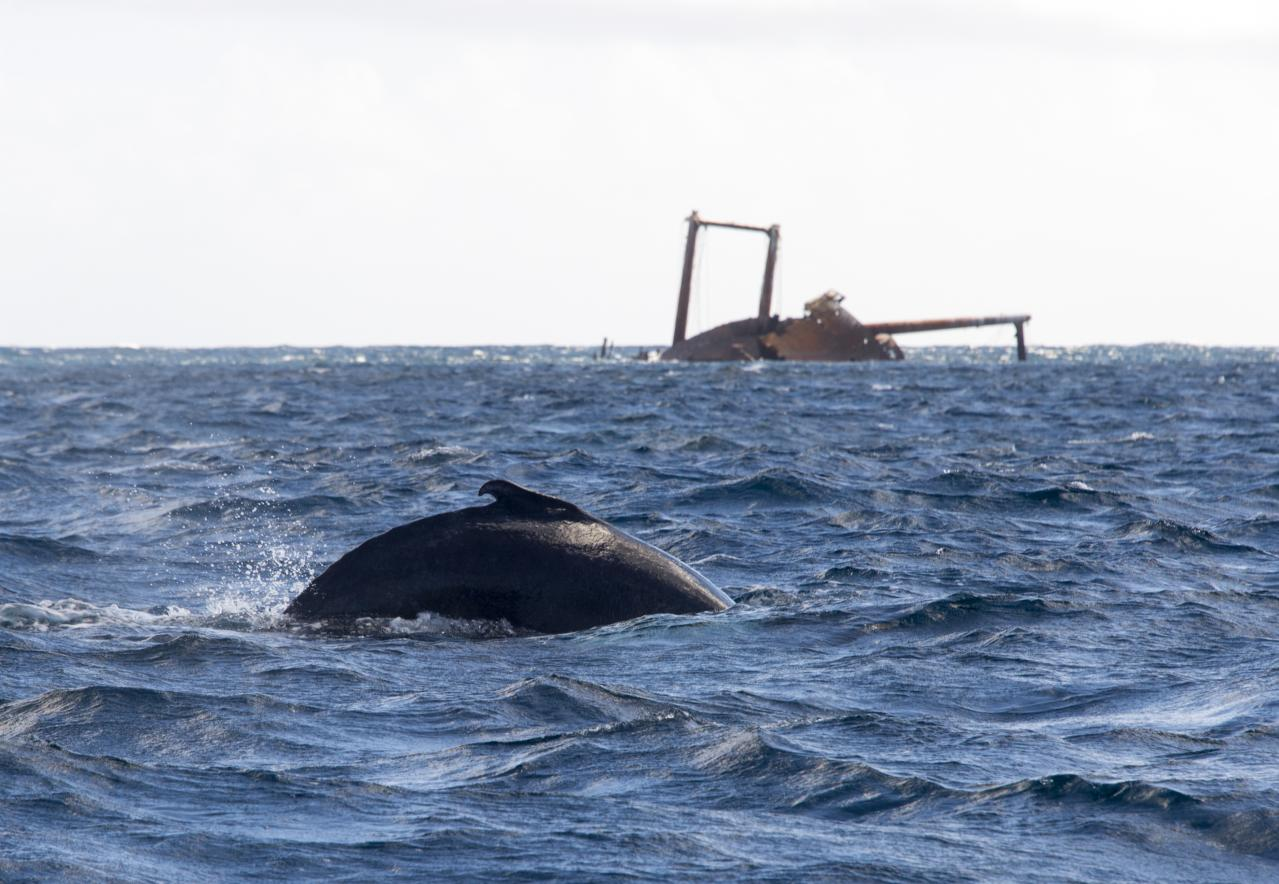
La foto representa un santuario de protección de animales en República Dominicana.

El Banco de la Plata y la Navidad es un santuario de protección de animales mamíferos en el Océano Atlántico, perteneciente a la República Dominicana fue creado mediante el Decreto n.º 319 del 14 de octubre de 1986 y modificada por la ley n.º 202 de Áreas Protegidas, aumentando la superficie de 600 millas a 19,438 millas cuadradas.
Ubicada a 140 km de la provincia Puerto Plata, tiene una profundidad promedio de 20 metros, aunque puede alcanzar los 1,800 metros de profundidad. Los límites del Santuario de Mamíferos Marinos de la República Dominicana incluyen las áreas correspondientes al Banco del Pañuelo y su área circundante, la Bahía del Rincón y el entorno de Cayo Levantado, así como el área utilizada para la observación de ballenas jorobadas. Se estima que el 85% de la población ballenas Ballenas Jorobadas  del atlántico norte han nacido en este santuario y que miles de ellas visitan esta área entre noviembre y abril. Las Ballenas Jorobadas llegan a esta área para reproducirse, dar a luz y cuidar de sus crías durante la época invernal que afecta el Atlántico Norte.
Porfirio Rubirosa, conocido playboy dominicano del jet set internacional, que murió en un accidente automovilístico en París, contrató en una ocasión buzos franceses para extraer el tesoro de los galeones españoles que se asegura naufragaron en el Banco de la Plata; pero los galeones no se dejaron seducir y Rubirosa fracasó en esa aventura. Otras expediciones han tenido mejor suerte y en algunos museos se exhiben piezas obtenidas de esos rescates arqueológicos.